# ウスキモリノカサ
ウスキモリノカサは、ハラタケ科ハラタケ属に属するキノコの一種。

## 形態
かさは径4-15cm程度、幼時は半球状であるが次第に開いて平らになり、ときに不明瞭でなだらかな中丘を備え、粘性はほとんどなくやや絹糸状の光沢をあらわし、クリーム色ないし淡いレモン色を呈し、触ったり傷つけたりした場合、あるいは希薄な水酸化カリウム水溶液を滴下した場合には、すみやかに黄変する。かさの肉は比較的薄く、柔らかくてもろく、ほとんど無味無臭またはかすかにアニスのようなにおいがあり、断面は僅かに黄色く変色することがある。ひだは密で柄に離生～隔生し、幼時は白色であるが次第に桃色を呈し、成熟すれば帯紫暗褐色～コーヒー色となる。柄は長さ8-12cm、径1-3cm程度、基部が大きくカブ状に膨れるとともに、しばしば白い根状の菌糸束を着け、なかほどに大きな「つば」を備え、中空で折れやすい。「つば」は破れやすい膜質で、上面には放射状に配列した繊細な条溝を有し、下面は細かい綿くず状の白色鱗片におおわれており、脱落しやすい。
胞子紋は暗褐色ないし紫褐色を呈する。胞子は楕円形・平滑、大きさ6–8×4–5µm程度、側シスチジアはなく、縁シスチジアは短い柄を備えた類球形ないし短いこん棒形・あるいは幅広い紡錘形を呈し、無色・薄壁である。かさの表皮は匍匐した菌糸で構成されており、菌糸はほとんどゼラチン化せず、しばしばかすがい連結を備えている。

## 生態
腐生菌の一つで、落ち葉や落ち枝の多い林内の地上に生える。日本では、梅雨の頃から秋にかけてよく見出される。欧米ではおもにトウヒなどの針葉樹林に多いとされるが、日本では各種の広葉樹の樹下や竹やぶなどにも発生する。
カドミウムの集積性が知られている。また、実験室内での培養試験によれば、1リットルあたり0.5mgのカドミウムが含まれる培養液を用いることで、生長率（単位時間当たりの菌糸重量）は約2倍になったという。この性質は、cadmium-mycophosphatinと命名された低分子量の金属結合たんぱく質の存在によるものであるといわれている。

## 分布
日本と北アメリカ（東部）およびカナダに分布する。

### 類似種
シロモリノカサ (Agaricus silvicola) は発生環境がよく似ているが、柄の基部が急激に膨れて塊茎状をなすことはない
。また、シロオオハラタケ (Agaricus arvensis) はより大形で、柄の基部はやはり塊茎状に膨れることがなく、森林内の地上より路傍や草原を好んで発生する点や、ウスキモリノカサに比べて胞子がやや大きい点などにおいて区別されている。柄の基部の形状や胞子のサイズなどには変異が多いと考え、これらを区別せずに同一種として扱う意見もある。

## 分類学的位置づけの変遷
もともとはチャールズ・ホートン・ペックによってAgaricus abruptusの学名のもとに記載・報告されたが、この学名は、エリーアス・フリースによって、Agaricus属（現代の分類学におけるAgaricus属とは概念を異にしており、かさ・柄・ひだを有するキノコ類の大部分を含む）のFlammula亜属に所属する別の菌に対してすでに用いられていた。のちにFlammula亜属は正式な属に格上げされるとともに、フリースが命名したAgaricus abruptus は属名が組替えられてFlammula abruptusの新組み合わせ名となった。フリースの概念によるAgaricus abruptusとペックの概念によるAgaricus abruptusとは異物同名の関係となるために、原記載者のペック自身の手で、学名がAgaricus abruptibulbusに変更された。
ウスキモリノカサは、シロモリノカサ・シロオオハラタケ・A. semotus などとともに、ハラタケ属のArvenses群に属している。。

## 食・毒性
若いものは食用になるが、特に食用価値の高い幼菌が、多くの猛毒種を含むテングタケ属のそれと非常に似ているため、注意が必要である。また、上記のように、カドミウムを蓄積する性質がある点にも留意するべきである。同属に属するツクリタケなどと異なり、食用としての人工栽培は行われていない。

## 参考画像

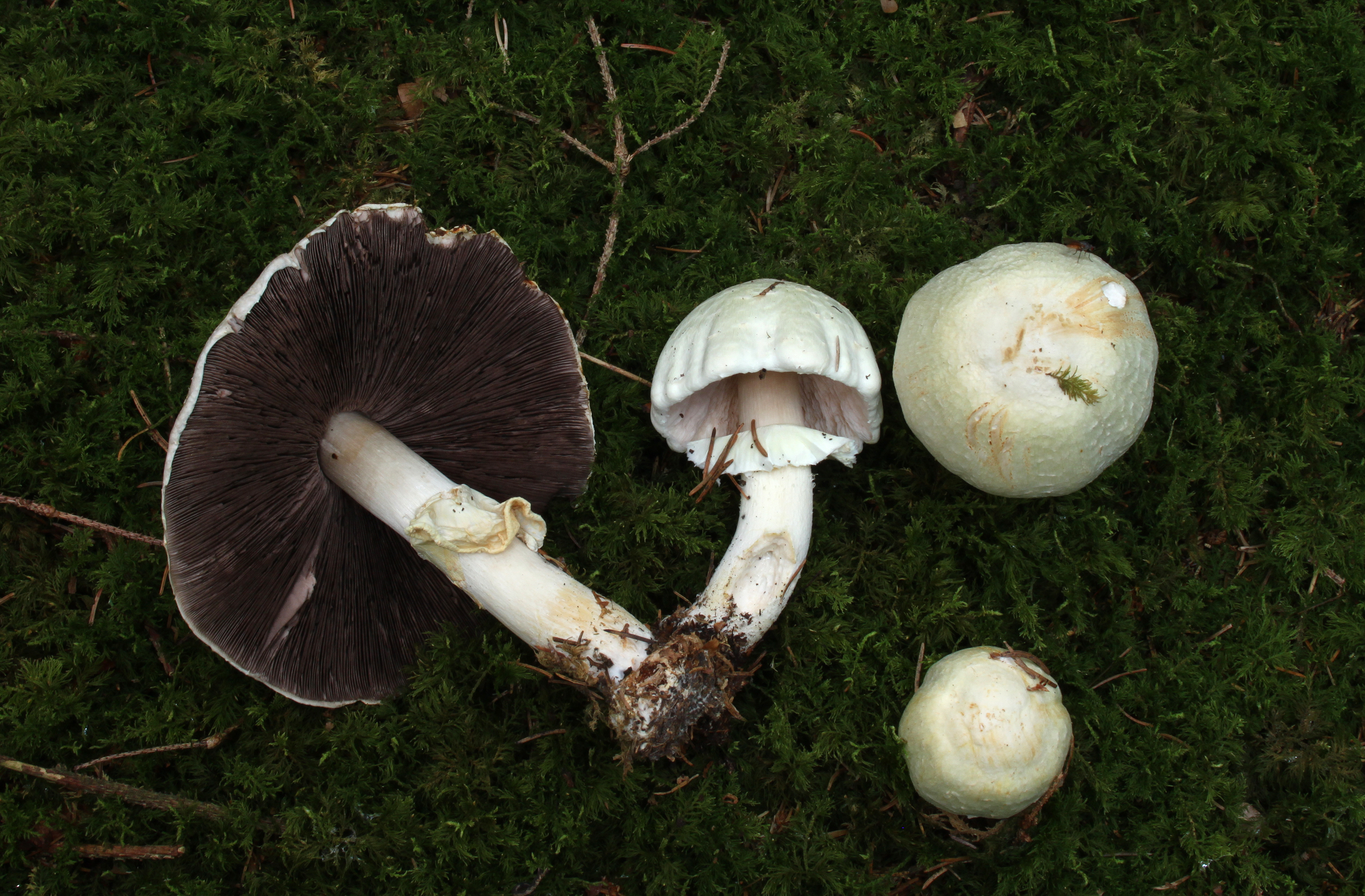
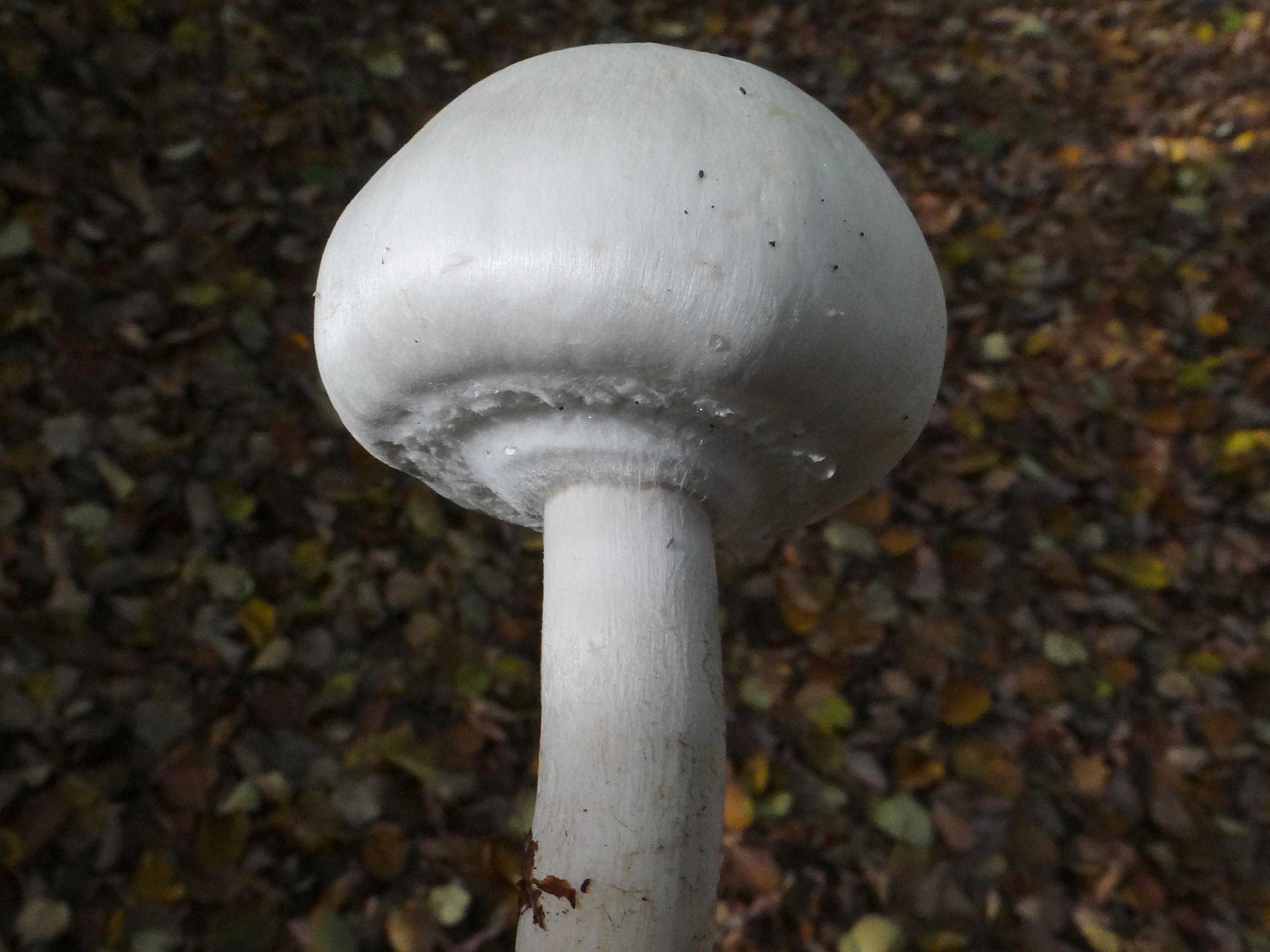
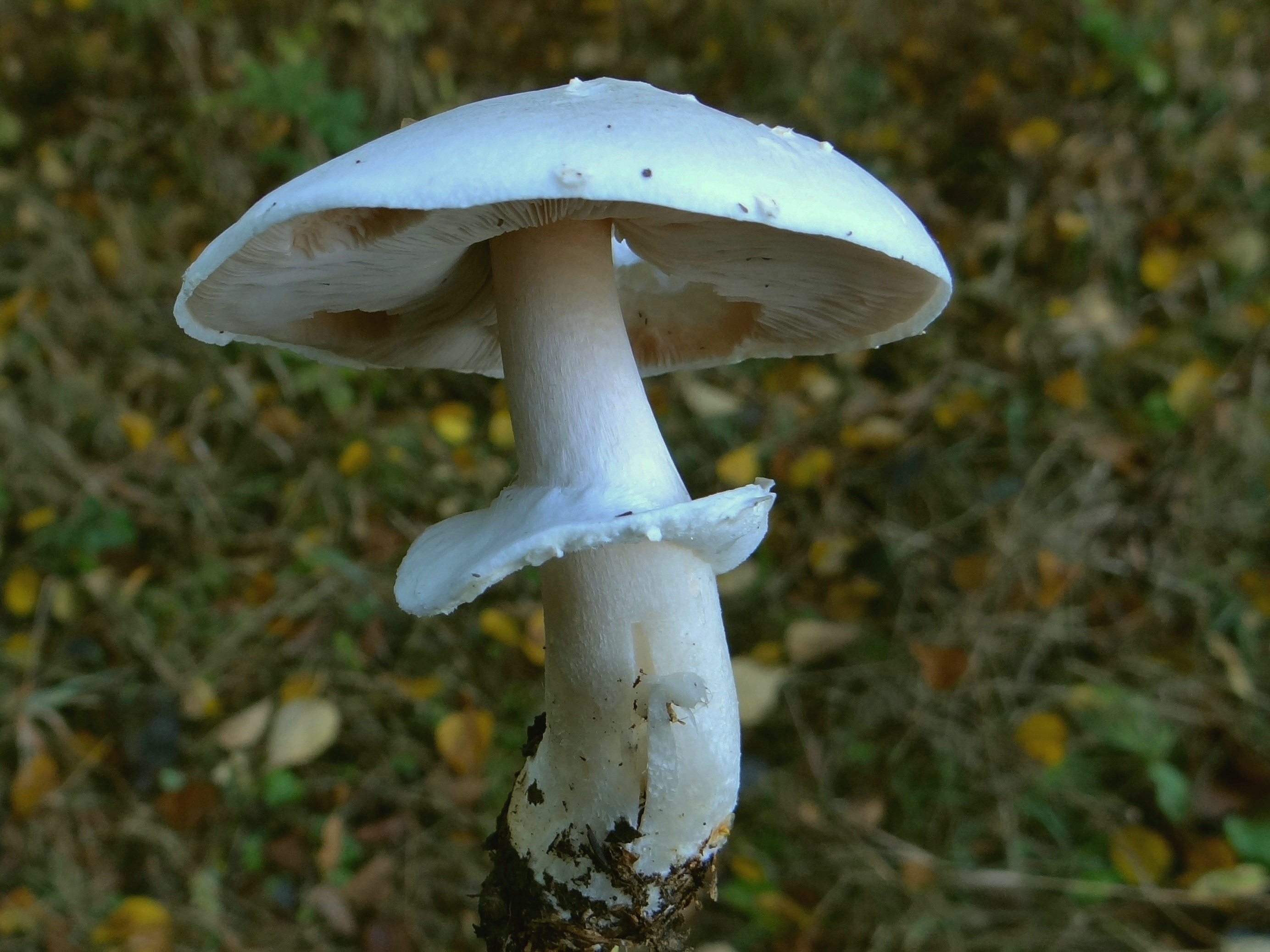